# لایه بازتوزیع
لایه بازتوزیع (به انگلیسی: redistribution layer) (اختصاری آردی‌ال)(RDL) یک لایه فلزی اضافی روی یک مدار مجتمع است که پدهای ورودی/خروجی خود را در مکان‌های دیگر تراشه برای دسترسی بهتر به پدها در صورت لزوم در دسترس قرار می‌دهد.
هنگامی که یک مدار مجتمع ساخته می‌شود، معمولاً دارای مجموعه ای از پدهای ورودی/خروجی است که به پایه‌های آن بسته (به انگلیسی: package) متصل می‌شوند. لایه بازتوزیع یک لایه سیم‌کشی اضافی روی تراشه است که اتصال از مکان‌های مختلف روی تراشه را امکان‌پذیر می‌کند و اتصال تراشه به تراشه را ساده‌تر می‌کند. نمونه دیگری از کاربرد آردی‌ال برای پخش کردن نقاط تماس در اطراف دای است تا بتوان توپی‌های لحیم‌کاری را اعمال کرد و تنش حرارتی نصب را پخش کرد. آردی‌ال اغلب از پلی آمید، بنزوسیکلوبوتن (BCB) یا پلی‌بنزوکسازول (PBO) با پوشش مس روی سطح آن ساخته می‌شود.